# Суслова Надія Прокопівна

Пам'ятник в Алушті.

Надія Прокопівна Суслова (рос. Надежда Прокофьевна Суслова, 7 вересня 1843 — 20 квітня 1918) — перша жінка-лікар у Російській імперії. Сестра А. П. Суслової.

## Біографія
Народилася 7 вересня 1843 р. в селі Паніно Гороховського повіту Нижегородської губернії в родині кріпака. Батько керував маєтком графа Шереметьєва, зміг надати дітям гарну освіту. Після закінчення пансіону мадам Пенічкау в Москві Надія з великими труднощами вступила до медико-хірургічної академії в Петербурзі.
Після відміни кріпосного права Надія увійшла до таємного революційного товариства «Земля і воля». Була активісткою в боротьбі за рівність жінок, написала твори «Сашка», «Рассказ в письмах», «Фантазерка», які було надруковано в журналі «Современник».
Одночасно наполегливо вивчала медицину: під керівництвом І. Сеченова виконала першу наукову працю «Шкіра, зміни, відчуття її під впливом електричного подразнення». Після цього Шереметьєв розжалував батька Надії Прокопівни. У 1863 році вийшов університетський статут, що забороняв жінкам відвідувати вищі навчальні заклади. Суслова вимушена продовжити своє навчання в Швейцарії.
У Цюриху Надія Прокопівна вмовила ректора університету дозволити їй займатися на медичному факультеті. Професор Брюммер на це сказав: «…Це перша спроба жінки буде останньою, буде винятком й [треба] звільнити комісію від рішення подібних питань у подальшому». Проте вже через короткий час комісії професорів довелося вирішувати подібне питання щодо іншої російської дівчини Бокової-Сеченової, для якої досвід Суслової був прикладом.
У Швейцарії Суслова зустрічалася й підтримувала зв'язок із російською революційною еміграцією, зустрічалася з О. Герценим, стала членом Першого Інтернаціонала. Із 1865 року вона потрапила під негласний нагляд поліції.
Отримавши диплом доктора медицини, вона працювала в Граце (Австрія), потім удосконалює свої знання з акушерства й гінекології в Відні. Сусловій пропонували працювати у Франції, Німеччині, проте вона в 1869 році вирішує повернутися на батьківщину. У Росії склала екзамени на право лікарської практики, працювала акушером-гінекологом.
Одружилася з Ф. Ф. Ерісманом, із яким навчалася в Цюриському університеті. Із часом Суслова віддаляється від революційного руху, займається літературою й благочинністю. Чоловік не погоджувався із таким рішенням Надії Прокопівни, вважав, що їх треба застосувати свої знання «…там, де наука просунулася вперед… де Велика Французька революція вже заклала фундамент майбутнього…». Через часті непорозуміння Надія Прокопівна розлучилася з чоловіком у 1874 р., й Ерісман прожив у Росії 27 років, став одним із засновників наукової гігієни, громадської медицини в Росії.
Суслову було обрано почесним членом багатьох медичних товариств Росії та інших країн.

### У Криму
Останні роки життя провела в Криму, недалеко від містечка Кастель (село Лазурне). Вона наполягала на будівництві дитячих пансіонатів, гімназії. Внесла 4000 рублів у фонд допомоги родинам загиблих та поранених на російсько-японській війні, допомагала окремим людям.
Надія Прокопівна померла 20 квітня 1918 року.
У 2012 р. в Алушті відкрито пам'ятник Н. П. Сусловій.